# Calcio Padova
Calcio Padova is een Italiaanse voetbalclub uit de stad Padua, Padova in het Italiaans.
In de jaren 50 maakte de club het mooie weer in de Serie A en werd zelfs een keer derde. In 1962 degradeerde de club en zou de rest van de jaren zestig in de Serie B spelen alvorens helemaal weg te zakken. De jaren tachtig waren dan weer een revival voor de club met de terugkeer naar de Serie B. Toch duurde het tot 1994 alvorens de club weer promotie kon afdwingen naar de hoogste klasse, na een afwezigheid van 32 jaar. In de play-offs was de club met 2-1 te sterk voor AC Cesena.
Velen voorspelden een onmiddellijke terugkeer naar de Serie B en aanvankelijk leek dat ook te gebeuren, maar toen begon de club beter te spelen en versloeg zelfs Juventus. Uiteindelijk eindigde de club zes punten boven de degradatiezone, maar moest wel een play-offwedstrijd spelen met Genoa 1893 om een plaats in de hoogste afdeling veilig te stellen. Padova won de wedstrijd in de penaltyreeks (5-4), onder meer door een treffer van Michel Kreek, en kon een tweede opeenvolgende seizoen in de Serie A vieren.
Het daaropvolgende seizoen had de club minder geluk en degradeerde. In 1998 en 1999 volgden nog verdere degradaties. De club keerde pas in 2009 terug naar de Serie B en speelde er vijf seizoenen. In 2018 degradeerde de club opnieuw. 

## Eindklasseringen
| Seizoen | Competitie                        | Niveau | Eindstand | Coppa Italia | Opmerking                                                           |
| ------- | --------------------------------- | ------ | --------- | ------------ | ------------------------------------------------------------------- |
| 2000/01 | Serie C2 Girone A                 | IV     | 1         | --           |                                                                     |
| 2001/02 | Serie C1 Girone A                 | III    | 9         | --           |                                                                     |
| 2002/03 | Serie C1 Girone A                 | III    | 5         | --           | halve finale promotieserie                                          |
| 2003/04 | Serie C1 Girone A                 | III    | 7         | --           |                                                                     |
| 2004/05 | Serie C1 Girone A                 | III    | 6         | --           |                                                                     |
| 2005/06 | Serie C1 Girone A                 | III    | 9         | 2e ronde     |                                                                     |
| 2006/07 | Serie C1 Girone A                 | III    | 7         | --           |                                                                     |
| 2007/08 | Serie C1 Girone A                 | III    | 6         | --           |                                                                     |
| 2008/09 | Lega Pro Prima Divisione Girone A | III    | 4         | 4e ronde     | winnaar promotieserie > Pro Patria (2-1)                            |
| 2009/10 | Serie B                           | II     | 19        | 2e ronde     | winnaar play-outs > US Triestina (3-0)                              |
| 2010/11 | Serie B                           | II     | 5         | 3e ronde     | finale promotieserie > Novara Calcio (0-2)                          |
| 2011/12 | Serie B                           | II     | 7         | 3e ronde     |                                                                     |
| 2012/13 | Serie B                           | II     | 11        | 3e ronde     |                                                                     |
| 2013/14 | Serie B                           | II     | 20        | 3e ronde     | Failliet, start in Serie D onder de naam SSDB Padova                |
| 2014/15 | Serie D Girone C                  | IV     | 1         | --           | naamswijziging in Calcio Padova S.p.a.                              |
| 2015/16 | Lega Pro Girone A                 | III    | 5         | --           |                                                                     |
| 2016/17 | Lega Pro Girone B                 | III    | 4         | 1e ronde     | 1e ronde promotieserie                                              |
| 2017/18 | Serie C Girone B                  | III    | 1         | 2e ronde     |                                                                     |
| 2018/19 | Serie B                           | II     | 18        | 3e ronde     |                                                                     |
| 2019/20 | Serie C Girone B                  | III    | 5         | --           |                                                                     |
| 2020/21 | Serie C Girone B                  | III    | 2         | 3e ronde     | Finale promotieserie > US Alessandria Calcio 1912: 0-0/0-0 (4-5 ns) |
| 2021/22 | Serie C Girone A                  | III    | 2         | voorronde    | Finale promotieserie > Palermo FC: 0-1/0-1                          |
| 2022/23 | Serie C Girone A                  | III    | 5         | voorronde    | 2e ronde promotieserie                                              |
| 2023/24 | Serie C Girone A                  | III    | 2         | --           | 2e ronde promotieserie                                              |
| 2024/25 | Serie C Girone A                  | III    | 1         | voorronde    |                                                                     |
| 2025/26 | Serie B                           | II     | .         | voorronde    |                                                                     |

## Bekende (ex-)spelers
- Demetrio Albertini
- Nicola Amoruso
- Giuseppe Baldo
- Antonio Benarrivo
- Alberto Bigon
- Sergio Brighenti
- Giuseppe Casari
- Alessandro Del Piero
- Angelo Di Livio
- Stephan El Shaarawy
- Giulio Donati
- Stefano Fiore
- Giuseppe Galderisi
- Kurt Hamrin
- Vincenzo Iaquinta
- Michel Kreek
- Alexi Lalas
- Cristiano Lucarelli
- Bogdan Pătraşcu
- Ivan Pelizzoli
- Mattia Perin
- Leonard van Utrecht
- Goran Vlaović
- Walter Zenga